# Maximiliano Clavo
Maximiliano Clavo de Santos (Arévalo, 1879-Madrid, 1955) fue un crítico taurino, periodista y escritor español.

## Biografía
Natural de la provincia de Ávila, habría nacido en Arévalo el 13 de junio de 1879. Se destacó como crítico taurino y escribió junto a Francisco Serrano Anguita la obra La alegría de los otros. Clavo, que hizo uso, entre otros, del pseudónimo «Corinto y Oro», participó en periódicos como El Sol, La Voz y el ABC «republicano» de Madrid durante la guerra civil. Tras el fin de la contienda seguiría escribiendo, llegando a colaborar por ejemplo en Toreros en la década de 1940 y en El Alcázar en la década de 1950. Falleció en Madrid en 1955, el día 12 de noviembre.